# Mecysmaucheniidae
Mecysmaucheniidae Simon, 1895 è una famiglia di ragni appartenente all'infraordine Araneomorphae.
Non è ben condivisa da tutti gli aracnologi l'appartenenza alla superfamiglia Archaeoidea, alcuni la considerano facente parte dei Palpimanoidea.

## Caratteristiche
Famiglia di ragni con tratti essenzialmente arcaici: possiedono solo due filiere e cheliceri molto allargati che fuoriescono da una sorta di foramen costituito dai margini laterali del cefalotorace fino ad unirsi ventralmente.

## Distribuzione
La maggior parte dei generi è presente nell'America meridionale (Cile e Argentina); solo due generi sono endemici della Nuova Zelanda.

## Tassonomia
Attualmente, a novembre 2020, si compone di sette generi e 25 specie; la suddivisione in sottofamiglie segue quella dell'entomologo Joel Hallan:
- Mecysmaucheniinae Simon, 1895

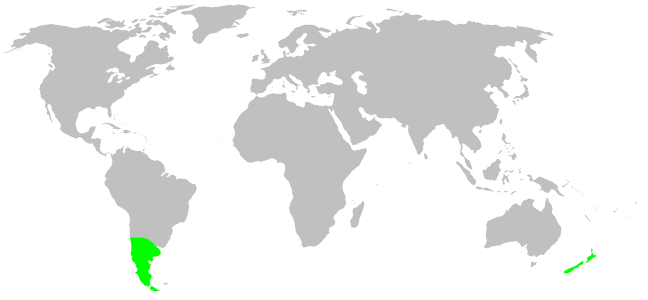
Mecysmaucheniidae, distribuzione

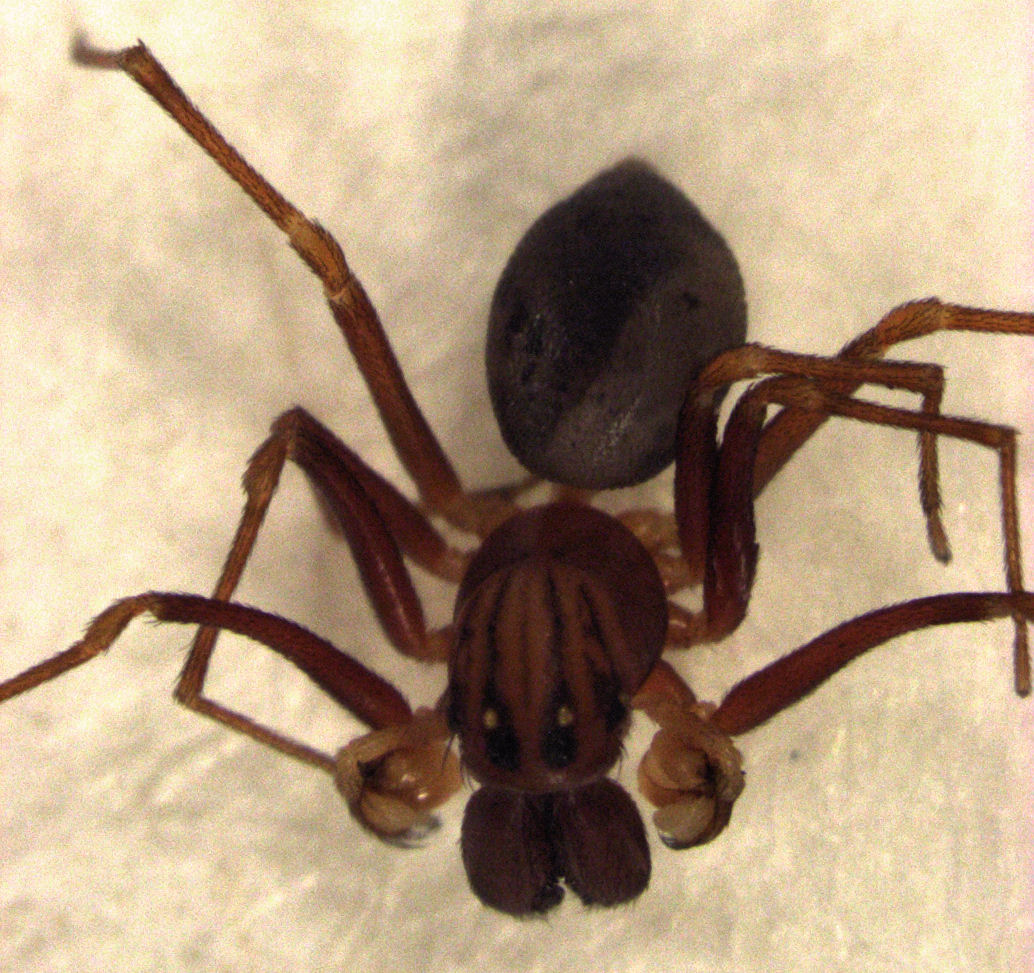
Aotearoa magna, maschio

  - Aotearoa Forster & Platnick, 1984 - Nuova Zelanda
  - Mecysmauchenioides Forster & Platnick, 1984 - Cile, Argentina
  - Mecysmauchenius Simon, 1884 - Cile, Argentina, Isole Falkland, Isole Juan Fernandez
  - Mesarchaea Forster & Platnick, 1984 - Cile
  - Semysmauchenius Forster & Platnick, 1984 - Cile

- Zearchaeinae Forster & Platnick, 1984
  - Chilarchaea Forster & Platnick, 1984 - Cile, Argentina
  - Zearchaea Wilton, 1946 - Nuova Zelanda